# Димитър Паничков
Димитър Николов Паничков е български печатар, книжар и издател.

## Биография
Паничков е роден около 1810 г. в подбалканския град Калофер. Прекарва голяма част от своя живот в Браила, където има печатница и помага за издаването на български вестници и книги. В неговата печатница известно време работи Христо Ботев. Издава вестниците „Хъш“, „Кукуригу“, „Михал“, „Хитър Петър“. Към печатницата си открива и книгопродавница (книжарница), която се превръща в голямо културно средище на българската емиграция в Румъния.
След Освобождението се установява да живее в Свищов, където продължава активната си издателска дейност. Автор на спомени.